# Калинин, Евгений Евгеньевич
Евге́ний Евге́ньевич Кали́нин (19 марта 1955, Гродно, Белорусская ССР, СССР) — российский и советский футболист, вратарь.

## Биография
Родился в Гродно. Сначала начинал заниматься гимнастикой и только потом пришёл в футбол. Выступад за местный «Химик». Затем он играл в ленинградском «Динамо», калужском «Локомотиве» и «Турбостроителе», ивановском «Текстильщике». В составе последнего Калинин в 1986 году завоевал кубок РСФСР. Завершил карьеру в составе владивостокского «Луча». Свой последний сезон Калинин провёл в Высшем дивизионе чемпионата России. Единственный матч в этом турнире вратарь провел 16 августа 1993 года против КАМАЗа, в котором пропустил 2 мяча.
После окончания карьеры поселился в Иваново. Некоторое время тренировал вратарей «Текстильщика».